# Leichtathletik-Länderkampf der Frauen 1952 BR Deutschland – Schweiz
| 5. Leichtathletik-Länderkampf mit bundesdeutscher Beteiligung 1952 | 5. Leichtathletik-Länderkampf mit bundesdeutscher Beteiligung 1952 |                       |
| ------------------------------------------------------------------ | ------------------------------------------------------------------ | --------------------- |
| Ländervergleich der Frauen:                                        |                                                                    |                       |
| BR Deutschland – Schweiz                                           |                                                                    |                       |
| Austragungsort                                                     | Augsburg                                                           |                       |
| Wettbewerbe                                                        | 10                                                                 |                       |
| Datum                                                              | 23./24. August 1952                                                |                       |
| 1. FRG 2. SUI                                                      | 75,5 Punkte 31,5 Punkte                                            |                       |
| Chronik                                                            |                                                                    |                       |
| ← FRG-SUI (M)                                                      | YUG-FRG/AUT-FRG (F) →                                              | YUG-FRG/AUT-FRG (F) → |

Den fünften Vergleich des Länderkampfjahres 1952 führten die Frauen am 23./24. August in Augsburg gemeinsam mit dem Länderkampf der Männer gegen die Schweiz durch. Auch für die Frauen hieß der Gegner Schweiz. Nach der Begegnung im Vorjahr war es das zweite Aufeinandertreffen der Leichtathletinnen aus diesen beiden Ländern.

## Wettbewerbe und Modus
Auf dem Programm stand das komplette damalige olympische Wettbewerbsangebot für Frauen. Zusätzlich wurde noch ein Rennen über 60 Meter ausgetragen, sodass insgesamt zehn Disziplinen zu absolvieren waren. Die Punkte wurden verteilt wie im parallel stattfindenden Vergleich der Männer, das heißt in den Einzelwertungen nach dem Standardsystem, in den Staffeln mit fünf zu drei Punkten.

## Ergebnis
Alle Wettbewerbe in diesem Vergleich gingen an die bundesdeutschen Leichtathletinnen, sechs Mal gab es Doppelerfolge. In der Gesamtwertung lag die Bundesrepublik Deutschland so mit 75,5 zu 31,5 Punkten außerordentlich deutlich vorn.

## Resultate

### 60 m
| Platz | Athletin         | Land | Zeit (s) |
| ----- | ---------------- | ---- | -------- |
| 1     | Margot Ulzheimer | FRG  | 7,8      |
| 2     | Helga Klein      | FRG  | 8,0      |
| 3     | Edith Jakob      | SUI  | 8,1      |
| 4     | Lucie Mühlhaupt  | SUI  | 8,4      |

Datum: 23. August

### 100 m
| Platz | Athletin             | Land | Zeit (s) |
| ----- | -------------------- | ---- | -------- |
| 1     | Margot Ulzheimer     | FRG  | 12,3     |
| 2     | Helga Klein          | FRG  | 12,5     |
| 3     | Hannelore Wüst-Mikos | SUI  | 12,7     |
| 4     | Ruth von Gunten      | SUI  | 12,8     |

Datum: 23. August

### 200 m
| Platz | Athletin       | Land | Zeit (s) |
| ----- | -------------- | ---- | -------- |
| 1     | Karin Fehring  | FRG  | 25,9     |
| 2     | Regina Lorberg | FRG  | 26,4     |
| 3     | Weingartner    | SUI  | 27,1     |
| 4     | Alice Bernard  | SUI  | 28,0     |

Datum: 24. August

### 80 m Hürden
| Platz | Athletin              | Land | Zeit (s) |
| ----- | --------------------- | ---- | -------- |
| 1     | Anneliese Seonbuchner | FRG  | 11,4     |
| 2     | Zenta Gastl           | FRG  | 12,0     |
| 3     | Gröflin               | SUI  | 12,8     |
| 4     | Trudy Hänseler        | SUI  | 12,9     |

Datum: 24. August

### 4 × 100 m Staffel
| Platz | Besetzung      | Land                                                              | Zeit (s) |
| ----- | -------------- | ----------------------------------------------------------------- | -------- |
| 1     | BR Deutschland | Helga Klein Anneliese Seonbuchner Margot Ulzheimer Regina Lorberg | 48,5     |
| 2     | Schweiz        | Ruth von Gunten Gretel Bolliger Weingartner Hannelore Wüst-Mikos  | 50,8     |

Datum: 24. August

### Hochsprung
| Platz | Athletin            | Land | Höhe (m) |
| ----- | ------------------- | ---- | -------- |
| 1     | Toni Butz           | FRG  | 1,53     |
| 2     | Amman               | SUI  | 1,40     |
| 2     | Wilhelmine Schubert | FRG  | 1,40     |
| 4     | Gilemon             | SUI  | 1,30     |

Datum: 24. August

### Weitsprung
| Platz | Athletin              | Land | Weite (m) |
| ----- | --------------------- | ---- | --------- |
| 1     | Anneliese Seonbuchner | FRG  | 5,66      |
| 2     | Lore Fauth            | FRG  | 5,36      |
| 3     | Jacqueline Gygax      | SUI  | 4,95      |
| 4     | Zbinden               | SUI  | 4,88      |

Datum: 23. August

### Kugelstoßen
| Platz | Athletin          | Land | Weite (m) |
| ----- | ----------------- | ---- | --------- |
| 1     | Marianne Werner   | FRG  | 14,31     |
| 2     | Jolanda Mayr      | FRG  | 12,64     |
| 3     | Gretel Bolliger   | SUI  | 11,31     |
| 4     | Rosmarie Bosshard | SUI  | 11,13     |

Datum: 23. August

### Diskuswurf
| Platz | Athletin        | Land | Weite (m) |
| ----- | --------------- | ---- | --------- |
| 1     | Marianne Werner | FRG  | 46,75     |
| 2     | Gretel Bolliger | SUI  | 42,17     |
| 3     | Jolanda Mayr    | FRG  | 35,88     |
| 4     | Grädel          | SUI  | 35,26     |

Datum: 24. August

### Speerwurf
| Platz | Athletin         | Land | Weite (m) |
| ----- | ---------------- | ---- | --------- |
| 1     | Gisela Maier     | FRG  | 44,04     |
| 2     | Elisabeth Groß   | FRG  | 41,41     |
| 3     | Kohler           | SUI  | 36,83     |
| 4     | Annemarie Berner | SUI  | 33,91     |

Datum: 24. August